# Algot Christoffersson
Arvid Algot Christoffersson, född 30 juli 1903 i Västra Skrävlinge församling i Malmöhus län, död 18 december 1986 i Eriksfälts församling i Malmö, var en svensk fotbollsspelare (försvarare) som representerade Malmö FF mellan 1923 och 1933.
Christoffersson valdes till Malmö FF:s bäste spelare 1924. Totalt blev det 11 säsonger, 295 A-lagsmatcher och 28 mål. I MFF:s årsböcker står hans efternamn stavat med "Ch" men korrekt är Kristoffersson med "K". Algot Kristoffersson kallades för "ljusing" för sitt vågiga ljusa hår. I januari 1934 valdes Algot in i MFF-styrelsen. Månaden därpå blev han och styrelsekollegorna avstängda av Svenska Fotbollförbundet på grund av överträdelser av amatörbestämmelserna. Han är gravsatt i minneslunden på Östra kyrkogården i Malmö.